# Departamento de Amazonas (Confederación Perú-Boliviana)
Amazonas fue uno de los cuatro departamentos que conformaban el Estado Nor-Peruano, perteneciente a la Confederación Perú-Boliviana.
Limitaba al norte con Ecuador y Colombia, al este con Brasil, al oeste con los departamentos de La Libertad y Junín y al sur con el departamento del Cuzco del Estado Sud-Peruano.

## Antecedentes
El 1 de noviembre de 1832, el territorio conformado por las provincias de Chachapoyas y Maynas fueron escindidas del Departamento de La Libertad para conformar el Departamento de Amazonas, cuya sede de prefectura se estableció en la ciudad de Chachapoyas.

## Historia
Amazonas envió diputados a la Asamblea de Huaura de agosto de 1836, en donde fue redactada la Constitución del Estado Nor Peruano con la tutela del entonces presidente rebelde Luis José de Orbegoso y Moncada en plena guerra civil peruana desde 1835. La constitución proclamó el Estado Nor-Peruano y la alianza con las fuerzas bolivianas de ocupación para la creación de la Confederación Perú-Boliviana.
Con la victoria de Orbegoso, la Ley Fundamental de 1837 en Tacna, con aprobación del autoproclamado supremo protector Andrés de Santa Cruz, reconoció a Amazonas como un departamento fundador de la Confederación.
El Gobierno General de la Confederación incluía las reclamaciones territoriales con Colombia, Brasil y Ecuador dentro del departamento. Amazonas también tenía diputados en el Congreso de la Confederación como parte del grupo parlamentario nor-peruano.

## Organización
Amazonas estaba sujeto al Gobierno General, su gobernador era nombrado por el presidente del Estado, y este a su vez era nombrado por el supremo protector de turno. El gobernador estaba en la obligación de elegir representantes de su departamento para participar en las asambleas de Huaura, que eran ordenadas por el presidente del Estado nor-peruano.

## Territorio
El departamento estaba formado por territorio actualmente repartido entre los estados de Perú, Brasil, Colombia y Ecuador.  En lo que respecta al Perú, Amazonas se encuentra dividido entre los modernos departamentos de Amazonas, San Martín, Loreto, Ucayali y el este de La Libertad.